# Tramwaje w Lipawie
Tramwaje w Lipawie – system komunikacji tramwajowej funkcjonujący w Lipawie, jeden z trzech systemów tramwajowych na Łotwie. Jest to także najstarszy system tramwajowy w krajach bałtyckich. Rozstaw toru wynosi 1000 mm.

## Historia
Tramwaje w Lipawie uruchomiono 26 września 1899. Od początku system był zelektryfikowany. Pierwszymi tramwajami były wagony produkcji niemieckiej firmy Herbrand w liczbie 9 sztuk. W 1903 otrzymano kolejne 6 tramwajów Herbrand. Z powodu nalotów bombowych zawieszono kursowanie tramwajów od czerwca do lipca 1941. W 1950 rozpoczęto budowę nowej linii tramwajowej która miała połączyć centrum z cukrownią. Pierwsze wagony Gotha T57 w liczbie 8 sztuk otrzymano w 1957. W 1970 tramwaje przewiozły 12 mln pasażerów. Nowością w Lipawie było wprowadzenie zapłaty za bilet przy pomocy SMS, którą wprowadzono w 2007. 3 września 2009 miał miejsce pierwszy w historii tramwajów w Lipawie pożar tramwaju, spłonął wówczas tramwaj Tatra KT4 o numerze 242. Od 2007 trwała budowa nowej linii tramwajowej o długości 1662 m do dzielnicy Ezerkrasts nad brzegiem jeziora Lipawskiego, linię uruchomiono jesienią 2013. W mieście działa jedna zajezdnia tramwajowa.

## Linie
Stan z 28 kwietnia 2020 r.
| Linia | Trasa |
| ----- | --- |
|       | Brīvības iela ↔ Mirdzas Ķempes iela Brīvības iela – Dzelzceļnieku iela – Rīgas iela – Tramvaju tilts – Lielā iela – Krišjāņa Valdemāra iela – Klaipēdas iela – Tukuma iela – Ventas iela – Mirdzas Ķempes iela |

## Tabor
Pierwszymi tramwajami w Lipawie było 10 wagonów Herbrand, których później dokupiono jeszcze 8. Numery tych wagonów to od 1 do 18. W 1957 zakupiono 8 tramwajów Gotha T57 oznaczono je numerami od 125–132. Trzy lata później otrzymano 10 tramwajów również produkcji Gothy T59E (139-148) W 1962 dostarczono 8 tramwajów Gotha T2-62 o numerach 149-156. W latach 1975–1979 otrzymano 15 tramwajów Tatra T4. Oznaczono je numerami 201 do 215. Od 1983 do 1988 otrzymano 15 nowych tramwajów Tatra KT4. W Lipawie oznaczono je od 216 do 235, 200, 221. W latach 2000–2005 zakupiono z miast byłego NRD łącznie 12 tramwajów:
- z Chociebuża trzy wagony (236-238)
- z Gery jeden wagon (239)
- z Erfurtu osiem wagonów (240-247)

W latach 2020–2022 zakupiono 14 fabrycznie nowych tramwajów Končar TMK 2300LT.
Tabor eksploatowany liniowo według stanu z 1 lutego 2024 r.:
| Zdjęcie        | Typ               | Eksploatacja od | Liczba |
| -------------- | ----------------- | --------------- | ------ |
|                | Tatra KT4SU       | 1985            | 3      |
|                | Tatra KT4D        | 2000            | 6      |
|                | Končar TMK 2300LT | 2020            | 14     |
| Łączna liczba: | Łączna liczba:    | Łączna liczba:  | 23     |